# Remo nos Jogos Olímpicos de Verão de 1972
O remo nos Jogos Olímpicos de Verão de 1972 foi realizado em Munique, na Alemanha Ocidental, com sete eventos disputados.

## Eventos do remo
Masculino: Skiff simples | Skiff duplo | Dois sem | Dois com | Quatro sem | Quatro com | Oito com

## Skiff simples
| Pos. | País                    | Atletas                | Tempo   |
| ---- | ----------------------- | ---------------------- | ------- |
|      | União Soviética (URS)   | Yuri Malishev          | 7:10.12 |
|      | Argentina (ARG)         | Alberto Demiddi        | 7:11.53 |
|      | Alemanha Oriental (GDR) | Wolfgang Güldenpfennig | 7:14.45 |

## Skiff duplo
| Pos. | País                    | Atletas                                | Tempo   |
| ---- | ----------------------- | -------------------------------------- | ------- |
|      | União Soviética (URS)   | Alexander Timoshinin Gennadi Korshikov | 7:01.77 |
|      | Noruega (NOR)           | Frank Hansen Svein Thøgersen           | 7:02.58 |
|      | Alemanha Oriental (GDR) | Joachim Böhmer Hans-Ulrich Schmeid     | 7:05.55 |

## Dois sem
| Pos. | País                    | Atletas                           | Tempo   |
| ---- | ----------------------- | --------------------------------- | ------- |
|      | Alemanha Oriental (GDR) | Siegfried Brietzke Wolfgang Mager | 6:53.16 |
|      | Suíça (SUI)             | Heinrich Fischer Alfred Bachmann  | 6:57.06 |
|      | Países Baixos (NED)     | Roel Luynenburg Ruud Stokvis      | 6:58.70 |

## Dois com
| Pos. | País                    | Atletas                                                        | Tempo   |
| ---- | ----------------------- | -------------------------------------------------------------- | ------- |
|      | Alemanha Oriental (GDR) | Wolfgang Gunkel Jörg Lucke Klaus-Dieter Neubert (tim.)         | 7:17.25 |
|      | Checoslováquia (TCH)    | Oldřich Svojanovský Pavel Svojanovský Vladimír Petříček (tim.) | 7:19.57 |
|      | Romênia (ROM)           | Ştefan Tudor Petre Ceapura Ladislau Lowrenschi (tim.)          | 7:21.36 |

## Quatro sem
| Pos. | País                     | Atletas                                                     | Tempo   |
| ---- | ------------------------ | ----------------------------------------------------------- | ------- |
|      | Alemanha Oriental (GDR)  | Frank Forberger Frank Rühle Dieter Grahn Dieter Schubert    | 6:24.27 |
|      | Nova Zelândia (NZL)      | Dick Tonks Dudley Storey Ross Collinge Noel Mills           | 6:25.64 |
|      | Alemanha Ocidental (FRG) | Joachim Ehrig Peter Funnekötter Franz Held Wolfgang Plottke | 6:28.41 |

## Quatro com
| Pos. | País                     | Atletas                                                                                | Tempo   |
| ---- | ------------------------ | -------------------------------------------------------------------------------------- | ------- |
|      | Alemanha Ocidental (FRG) | Peter Berger Hans-Johann Färber Gerhard Auer Alois Bierl Uwe Benter (tim.)             | 6:31.85 |
|      | Alemanha Oriental (GDR)  | Dietrich Zander Reinhard Gust Eckhard Martens Rolf Jobst Klaus-Dieter Ludwig (tim.)    | 6:33.30 |
|      | Checoslováquia (TCH)     | Otakar Mareček Karel Neffe Vladimír Jánoš František Provazník Vladimír Petříček (tim.) | 6:35.64 |

## Oito com
| Pos. | País                    | Atletas | Tempo   |
| ---- | ----------------------- | --- | ------- |
|      | Nova Zelândia (NZL)     | Tony Hurt Wybo Veldman Dick Joyce John Hunter Lindsay Wilson Athol Earl Trevor Coker Gary Robertson Simon Dickie (tim.)                                    | 6:08.94 |
|      | Estados Unidos (USA)    | Lawrence Terry Franklin Hobbs Peter Raymond Timoth Mickelson Eugene Clapp William Hobbs Cleve Livingston Michael Livingston Paul Hoffman (tim.)            | 6:11.61 |
|      | Alemanha Oriental (GDR) | Hans-Joachim Borzym Jörg Landvoigt Harold Dimke Manfred Schneider Hartmut Schreiber Manfred Schmorde Bernd Landvoigt Heinri Mederow Dietmar Schwarz (tim.) | 6:11.67 |

## Quadro de medalhas do remo
| Ordem | País                   | Medalha de ouro | Medalha de prata | Medalha de bronze | Total |
| ----- | ---------------------- | --------------- | ---------------- | ----------------- | ----- |
| 1     | GDR Alemanha Oriental  | 3               | 1                | 3                 | 7     |
| 2     | URS União Soviética    | 2               | 0                | 0                 | 2     |
| 3     | NZL Nova Zelândia      | 1               | 1                | 0                 | 2     |
| 4     | FRG Alemanha Ocidental | 1               | 0                | 1                 | 2     |
| 5     | TCH Checoslováquia     | 0               | 1                | 1                 | 2     |
| 6     | ARG Argentina          | 0               | 1                | 0                 | 1     |
| 6     | USA Estados Unidos     | 0               | 1                | 0                 | 1     |
| 6     | NOR Noruega            | 0               | 1                | 0                 | 1     |
| 6     | SUI Suíça              | 0               | 1                | 0                 | 1     |
| 10    | NED Países Baixos      | 0               | 0                | 1                 | 1     |
| 10    | ROM Romênia            | 0               | 0                | 1                 | 1     |